# 布鲁克林高地
布鲁克林高地（英語：Brooklyn Heights）是纽约市布鲁克林区一个富裕的低层住宅区，大多建于美国内战以前。该区还拥有众多的教堂和其他宗教机构。布鲁克林美术馆开设于1958年. 1965年，布鲁克林高地有很大一部分被辟为布鲁克林高地历史街区，为纽约市第一个此类街区。该区于1966年列入国家史迹名录。
布鲁克林高地与曼哈顿隔东河相望，通过地铁和渡轮连接，到布鲁克林下城也很方便。
截至2000年，布鲁克林高地有人口22594人。该街区由纽约市警察局第84分局服务。 

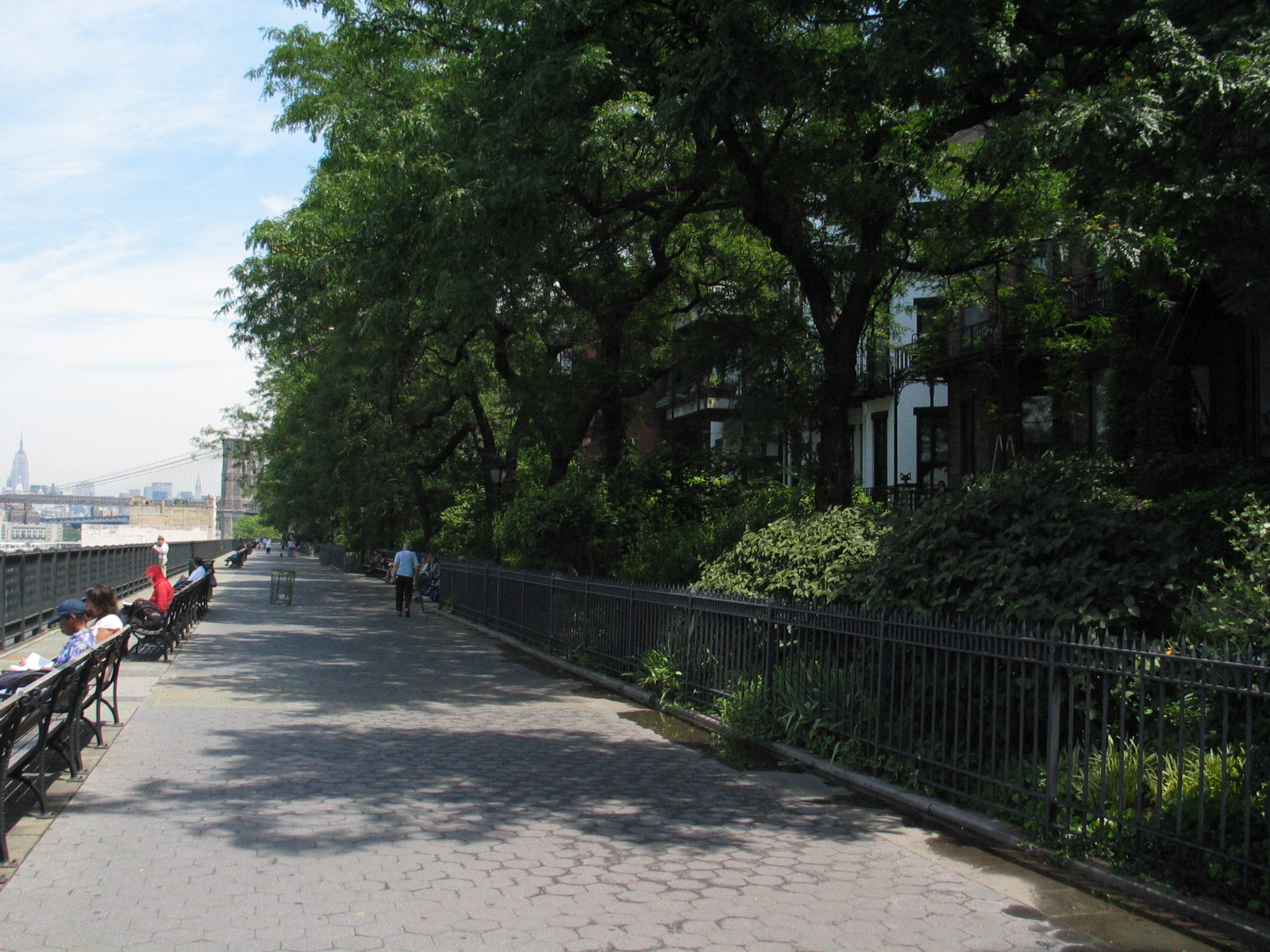
布鲁克林高地长廊
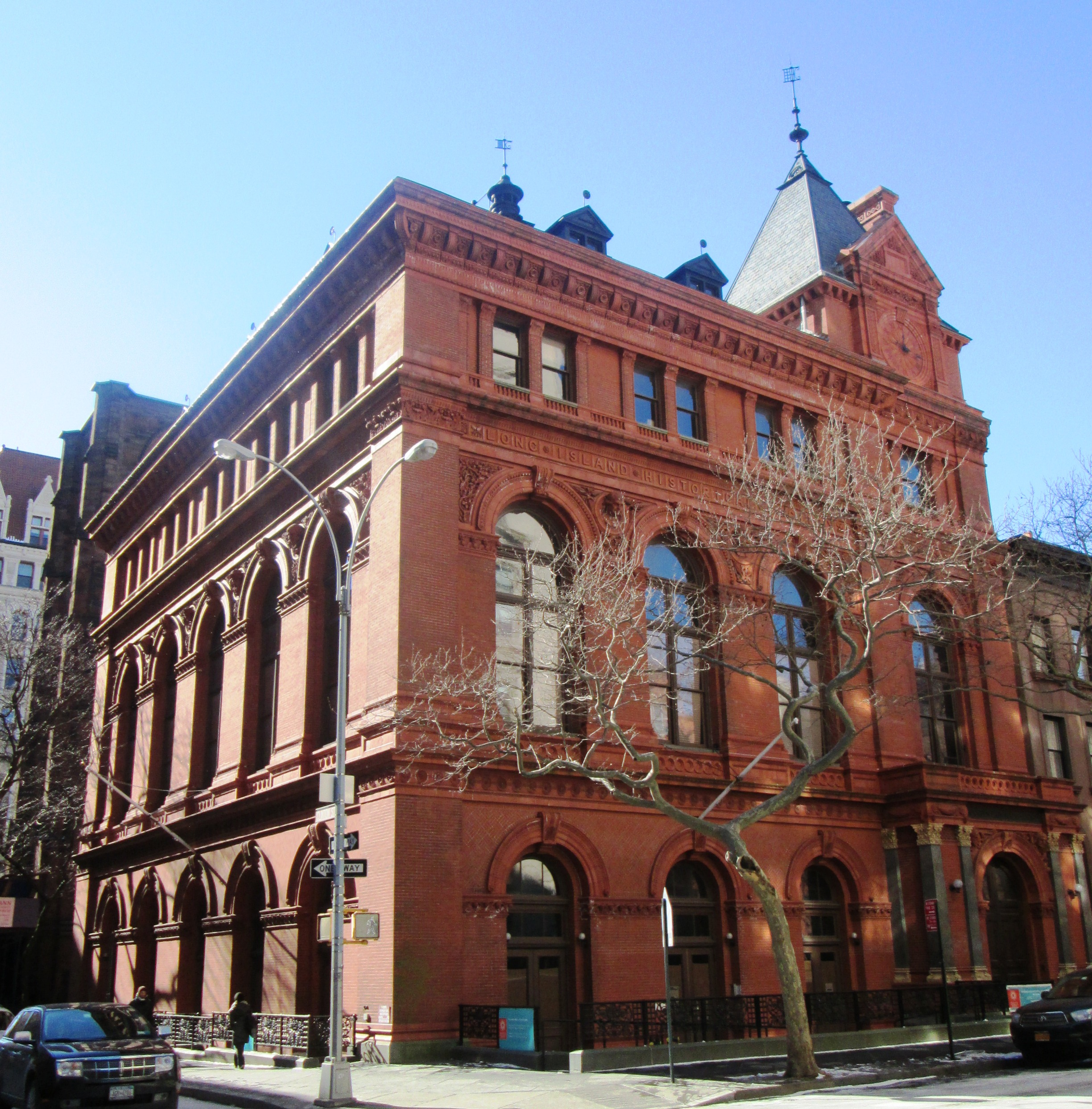
布鲁克林历史学会
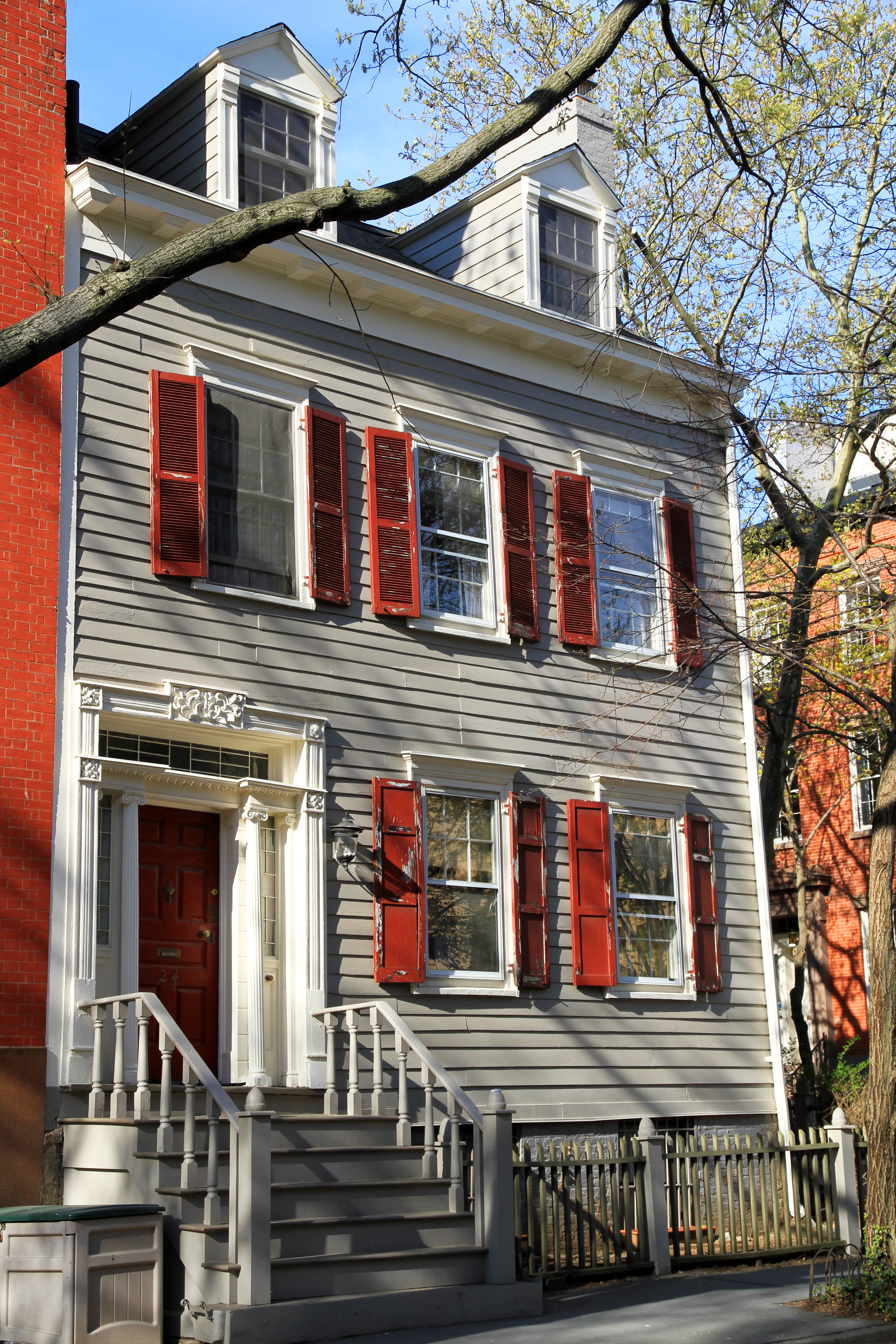
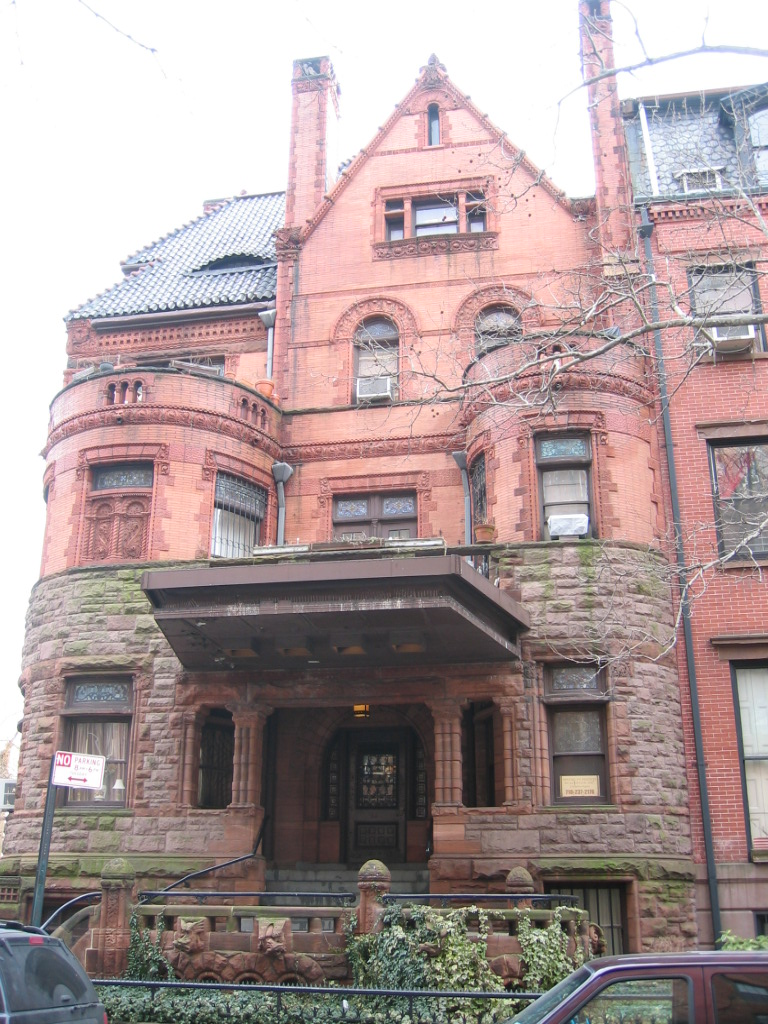
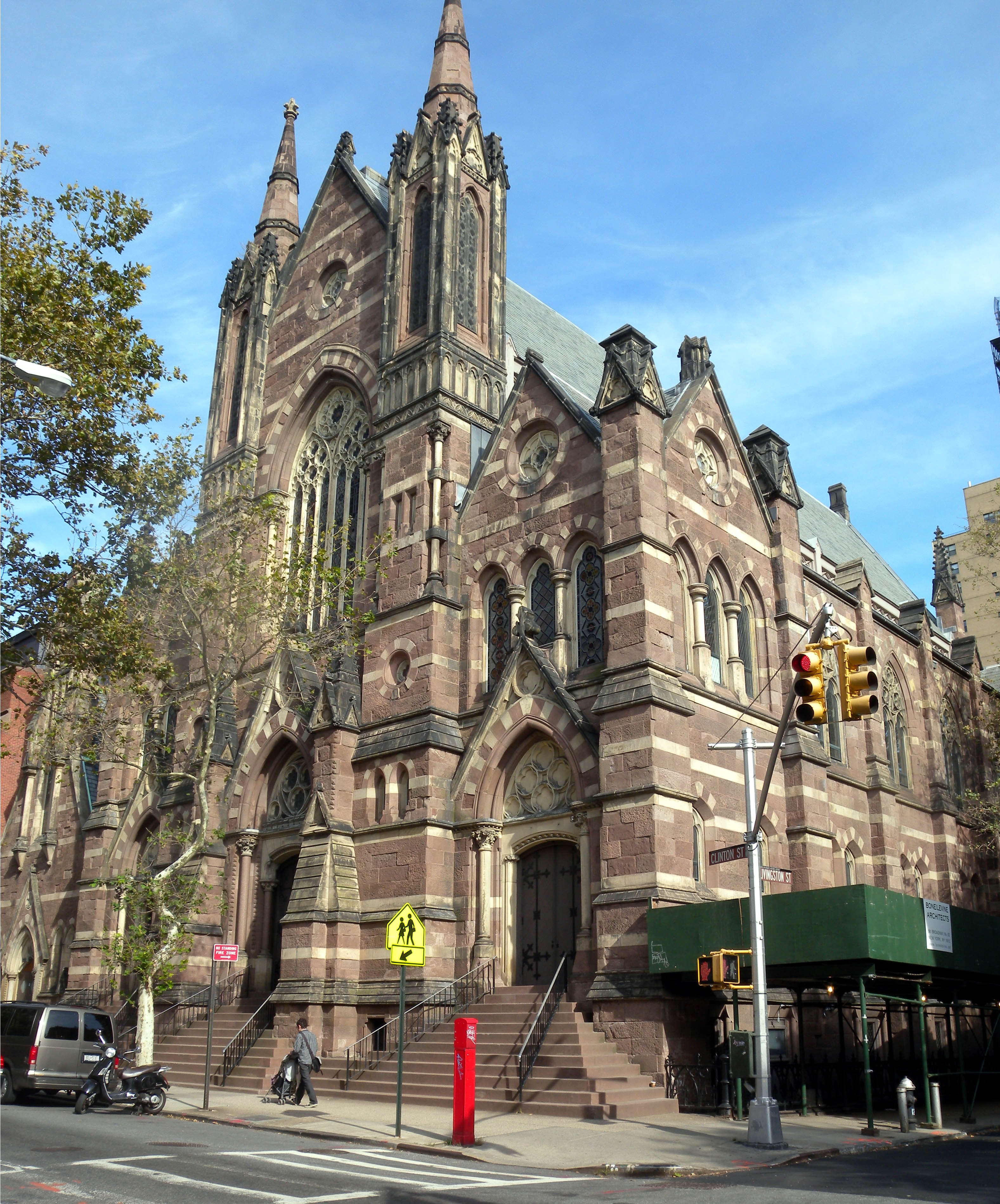
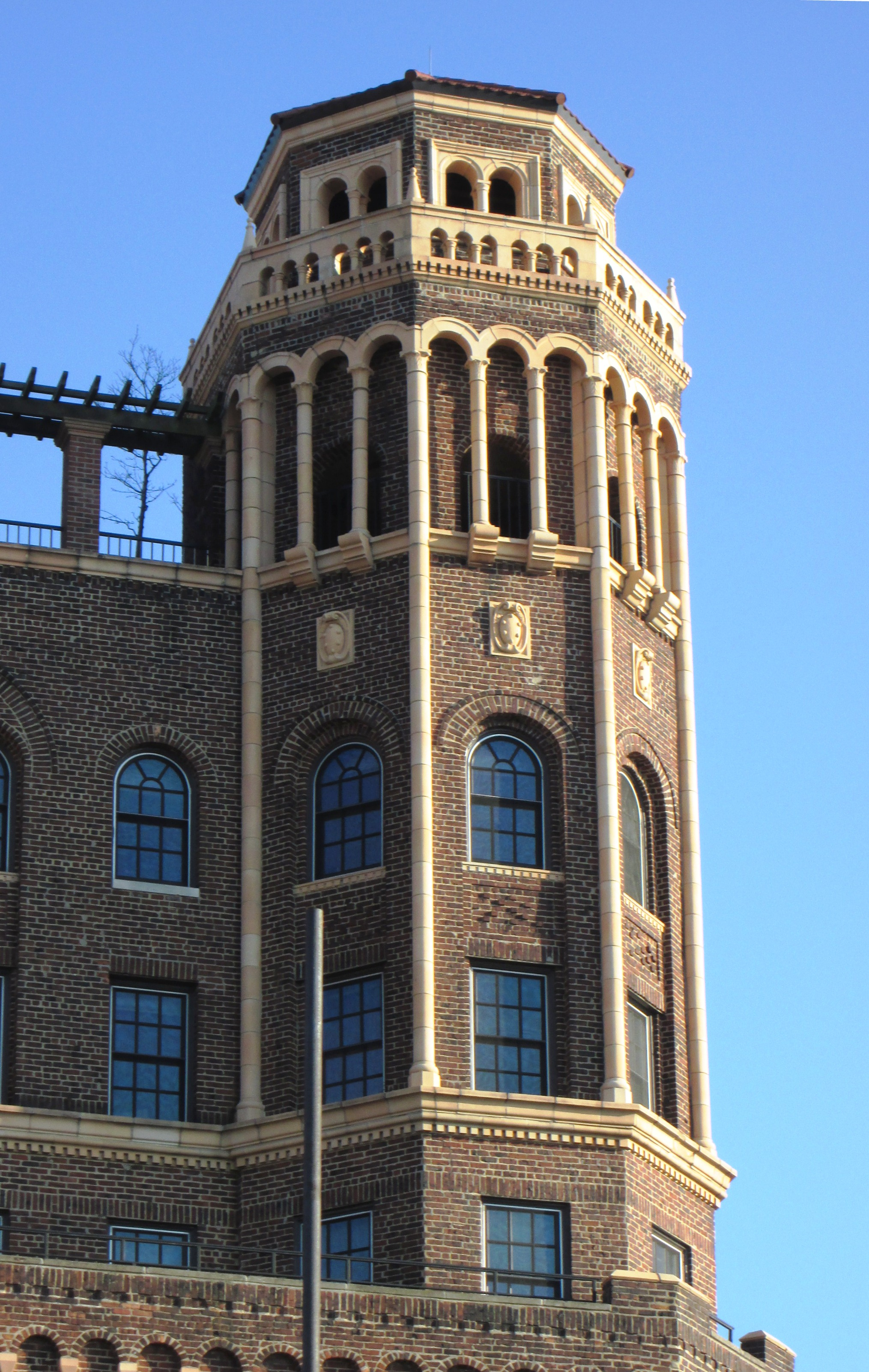
耶和华见证人 宿舍
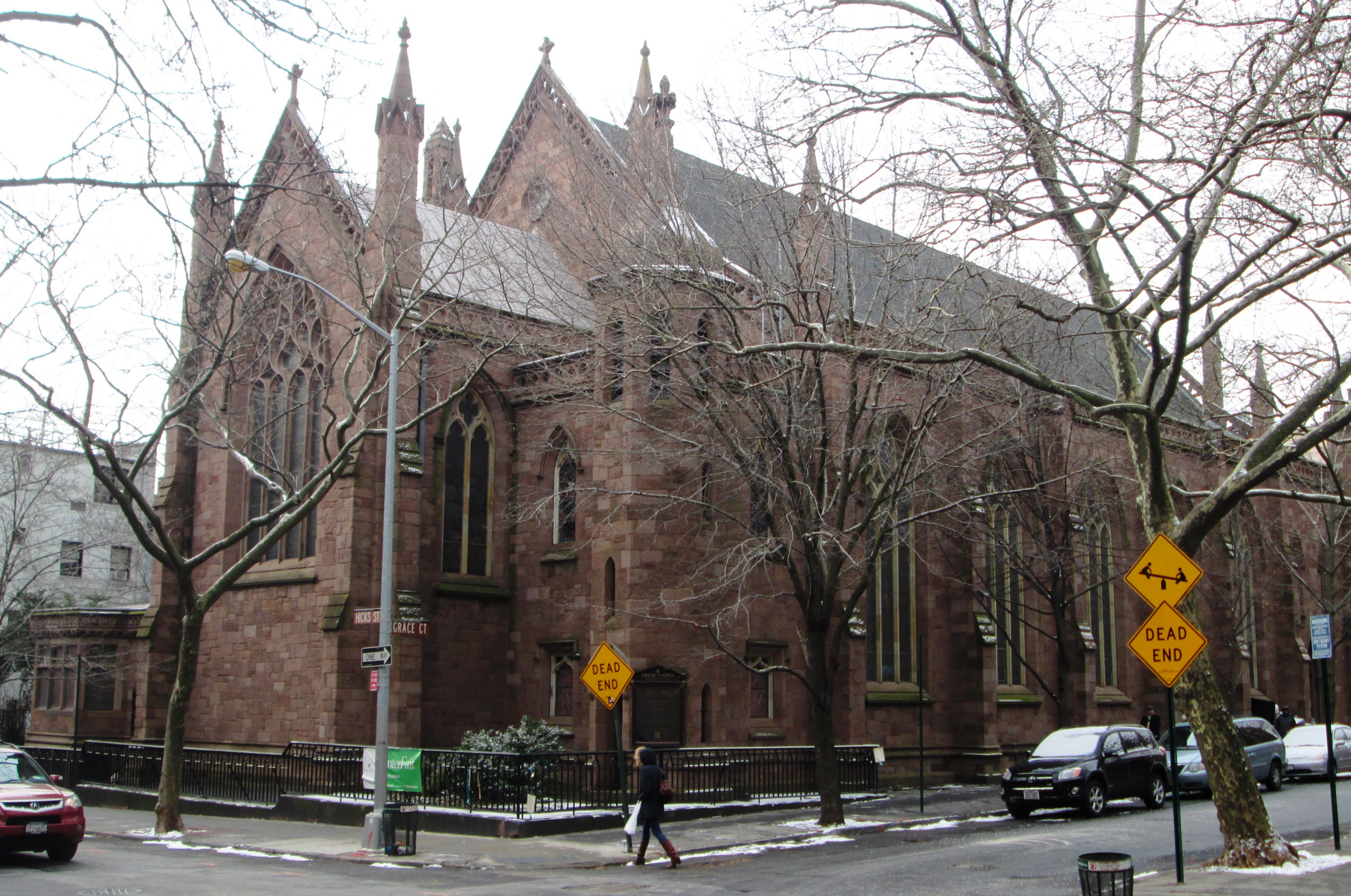
圣公会恩典堂
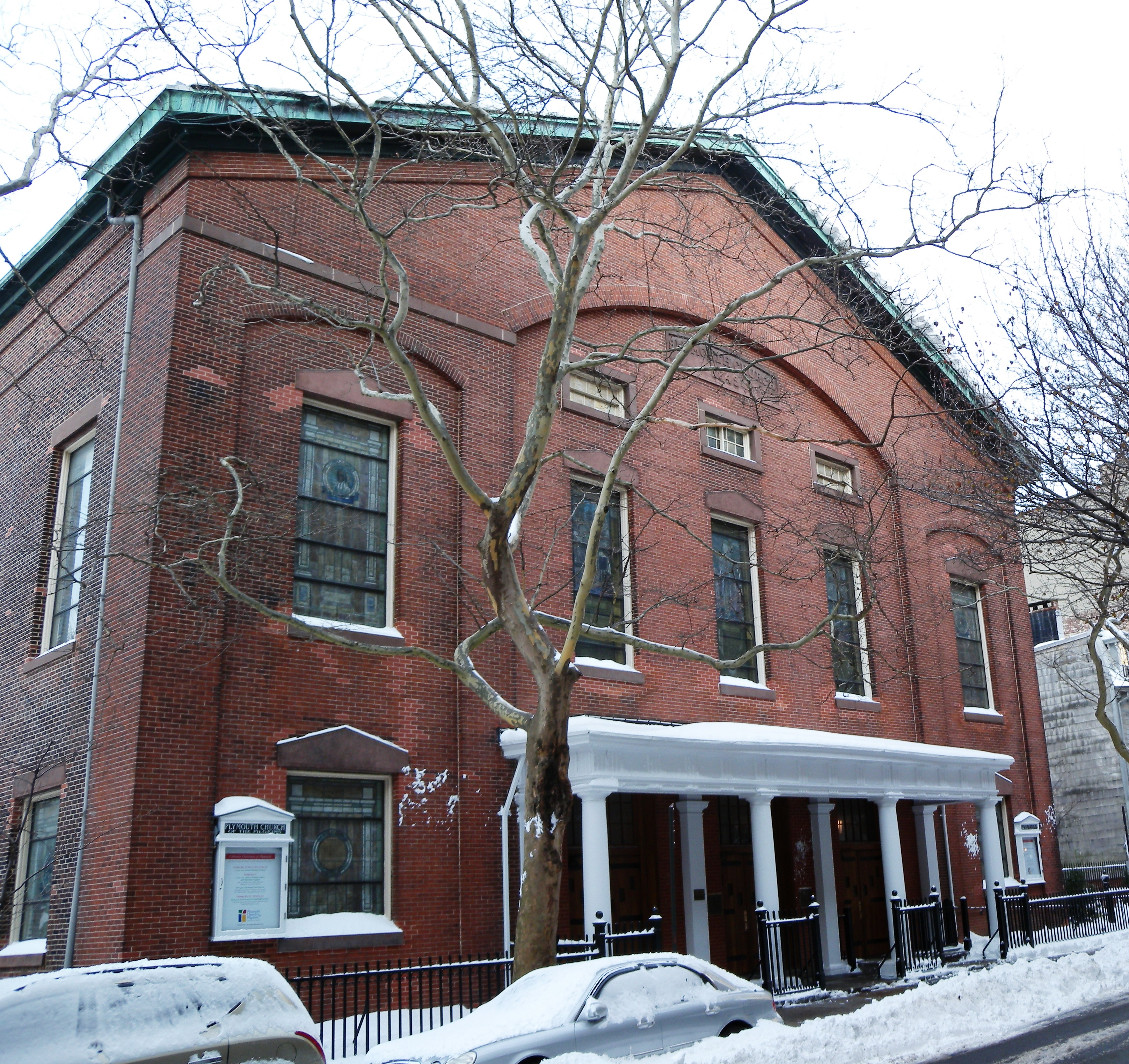
普利茅斯教会
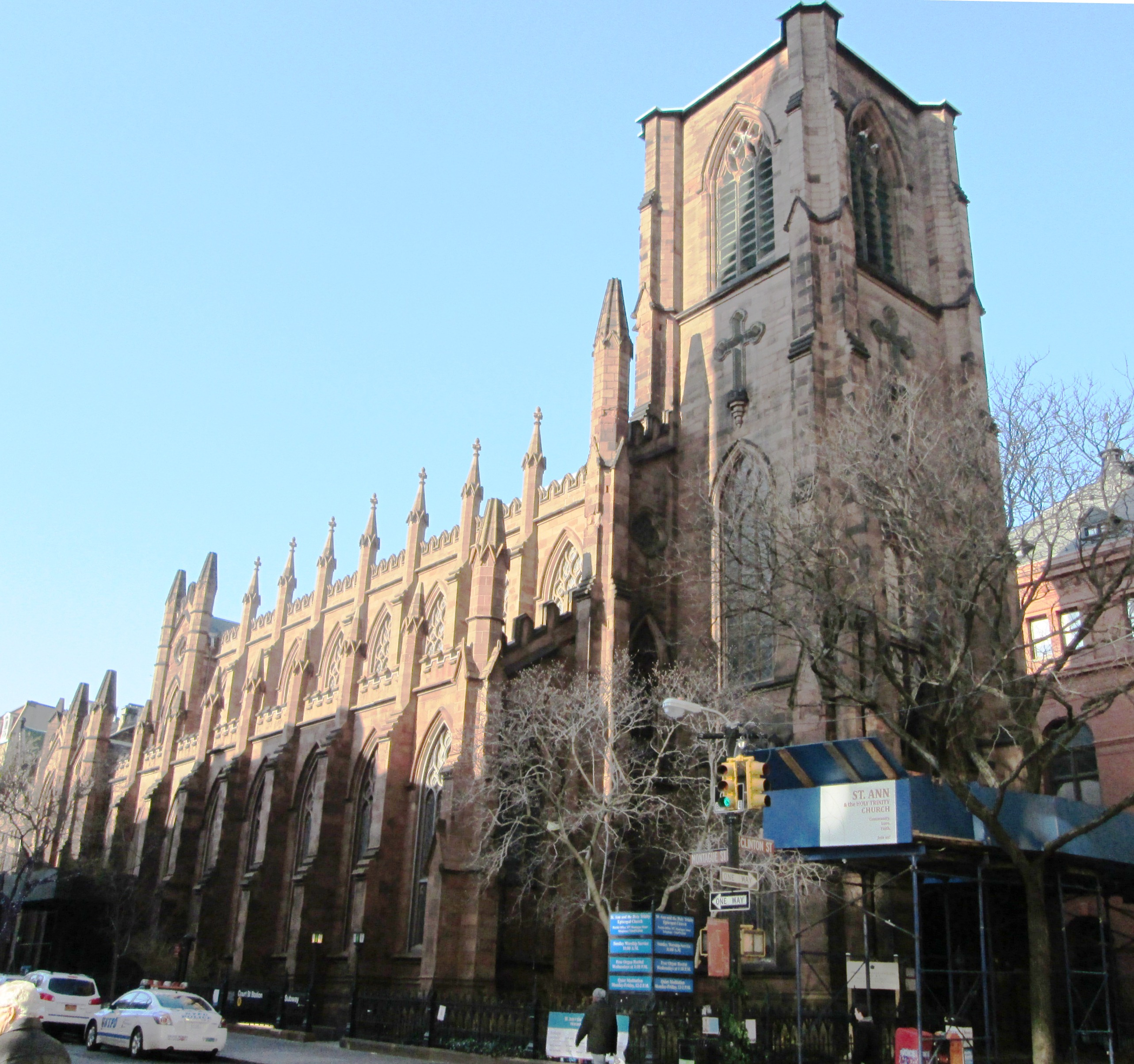
圣三一堂
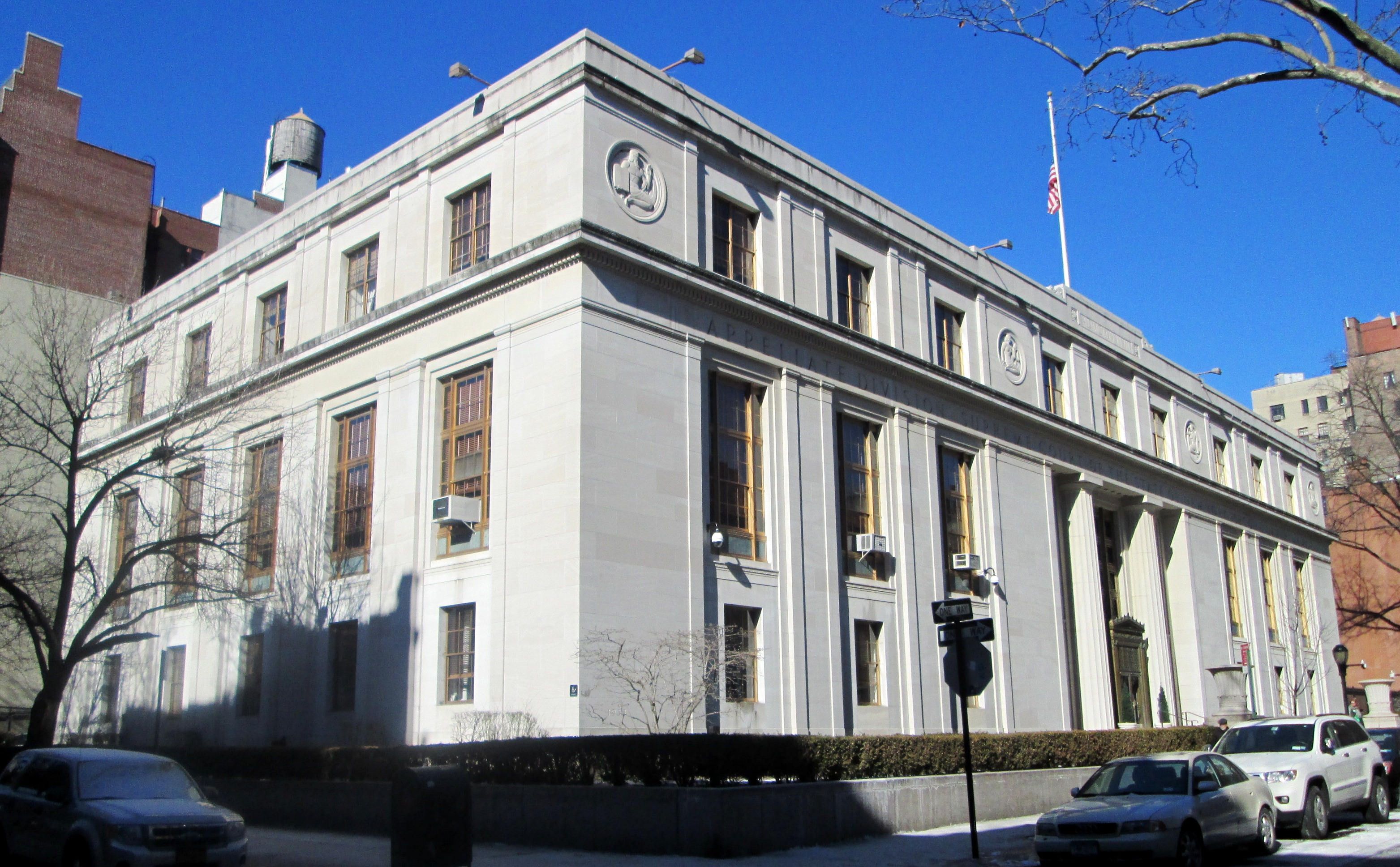
纽约州上诉法院
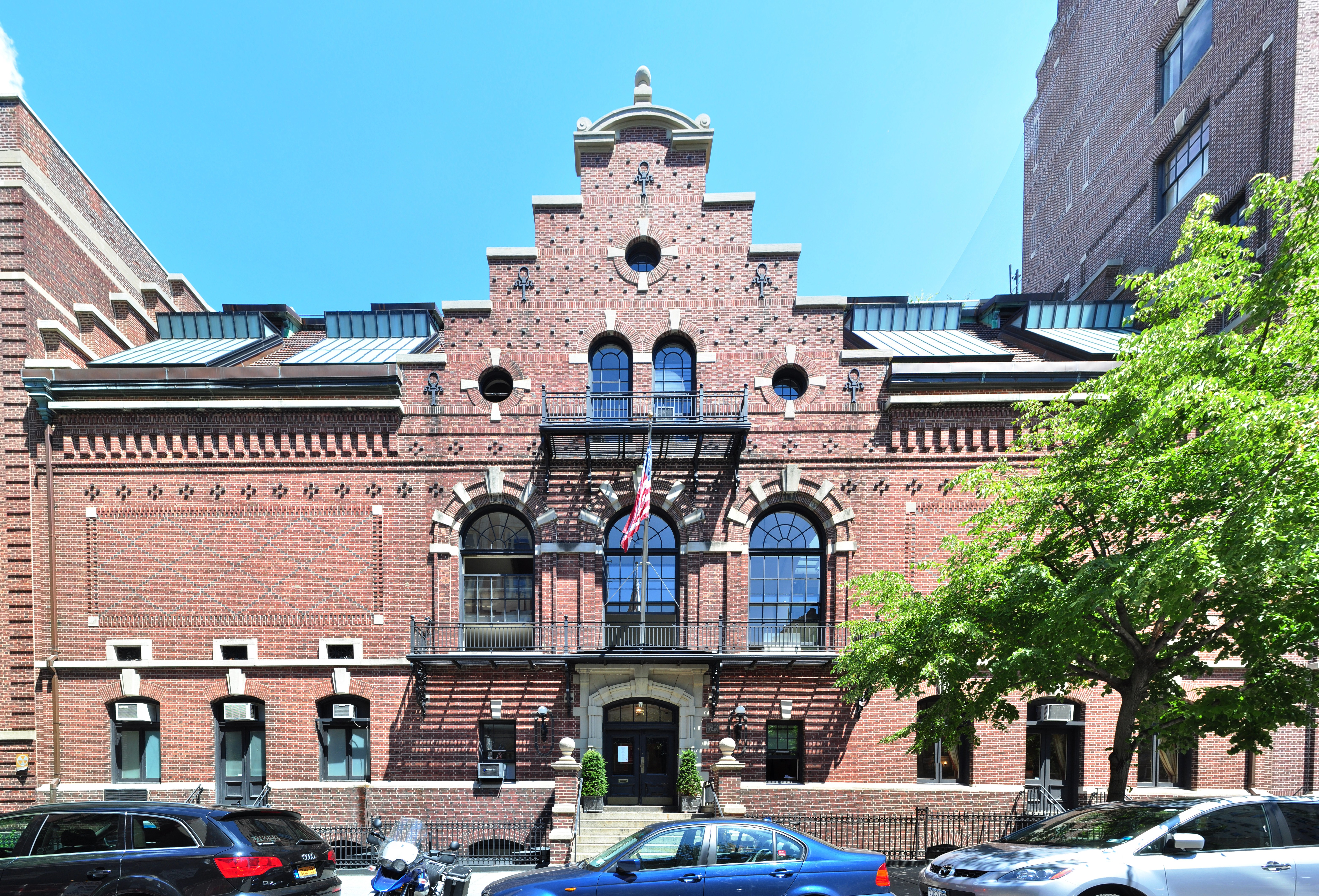
高地赌场，蒙塔古街75号，建于1905年